# مسجد الفاتحة (هايتي)
مسجد الفاتحة هو مسجد يقع في بورت أو برنس، الإدارة الغربية، هايتي.

## التاريخ
تم شراء المساحة التي يقع عليها المسجد اليوم في 1993. في 2010، تضرر المسجد من جراء زلزال هايتي 2010. في وقت لاحق، تم تجديد وترميم المسجد بالكامل. حتى 1995، كان المسجد عبارة عن غرفة واحدة بلا اسم مناسب؛ كانت غرفة عبادة. في 1995، تبرع عبد العلي بنصف أرض منزله لبناء مسجد مناسب. تم تصميم خريطة المسجد بواسطة محمد أمير (مواطن باكستاني)، كما تم التبرع بجزء كبير من التمويل من قبله. بسبب موقع الأرض المحراب (الموضع الأمامي الأوسط للإمام) في زاوية المسجد. وهذا هو جمال المسجد.

## أنظر أيضا
- الإسلام في هايتي